# Partido Libre Estonio
El Partido Libre Estonio (en estonio: Eesti Vabaerakond) fue un partido político centroderechista estonio fundado en 2014. El presidente del partido fue Heiki Lill. El partido ganó 8 escaños después de pasar el umbral del 5 por ciento en las elecciones parlamentarias de Estonia de 2015.
El partido recibió 6.461 votos en las elecciones parlamentarias de Estonia de 2019, quedando fuera del parlamento.
El 20 de agosto de 2020, el partido se fusionó con el Partido de la Biodiversidad para formar el Partido por el Futuro de Estonia.

## Historia
El grupo fundador sin fines de lucro del Partido Libre Estonio fue fundado en enero de 2014. Originalmente fue fundado por dos organizaciones, Ciudadanos Patrióticos Libres y Estonia Mejor, pero este último decidió retirarse.
El Partido Libre de Estonia se estableció oficialmente el 20 de septiembre de 2014, y Andrés Herkel fue elegido presidente. El partido atrajo a numerosas figuras públicas, incluido el exjefe de las Fuerzas de Defensa, el almirante Tarmo Kõuts, el actor Ain Lutsepp y Jüri Adams, un exministro del gobierno que fue uno de los principales escritores de la Constitución de Estonia.
Durante las elecciones parlamentarias de Estonia de 2015, el Partido Libre Estonio recibió 49.883 votos, lo que representa el 8,7 por ciento del total, lo que le valió 8 escaños en el parlamento de 101 miembros. El candidato a Primer ministro del Partido Libre Estonio, Artur Talvik, que recibió la mayoría de los votos de todos los candidatos al Partido Libre de Estonia, no era miembro del partido.
El Partido Libre Estonio participó en conversaciones de coalición junto con el Partido Reformista Estonio, el Partido Socialdemócrata, y la Unión Pro Patria y Res Publica, pero quedaron fuera de la coalición porque sus propuestas para cambiar el sistema tributario se consideraron inaceptables. La falta de voluntad del Partido Reformista Estonio para reducir los fondos estatales para los partidos políticos fue citada como un problema por el Partido Libre Estonio.

## Posiciones políticas
Los comentaristas han argumentado que el Partido Libre Estonio careció de una ideología clara. Se lo ha caracterizado como de centroderecha, mientras que el presidente del partido, Andrés Herkel describió la ideología del partido como liberal de derecha.
El partido abogó por aumentar el impuesto sobre la renta mientras que, por otro lado, aumentar la exención básica no imponible para apoyar a la mayoría más pobre de los contribuyentes. El programa del partido también incluye mayores impuestos sobre el alcohol, el tabaco y la confitería. En política económica, el partido apoya un enfoque relativamente liberal, especialmente para apoyar a las pequeñas empresas. El partido ha abogado por la reducción de la financiación estatal de los partidos políticos.
El Partido Libre Estonio ha declarado su oposición a la ley que reconoce las uniones del mismo sexo en Estonia, alegando que, en su forma actual, la ley no resuelve ningún problema. El partido afirma que la ley necesita ser revisada y posiblemente también dividida en múltiples leyes separadas. El partido se opone a las cuotas obligatorias de migrantes en toda la Unión Europea con respecto a la crisis migratoria en Europa, e insiste en que el número de refugiados a ser aceptados debe determinarse mediante negociaciones. En noviembre de 2018, el partido votó en contra de que Estonia se uniera al Pacto Mundial de las Naciones Unidas para la Migración.

## Resultados electorales

### Elecciones parlamentarias
|  | 8,7 % |

|  | 1,2 % |